# ناحیه عمرکوت
ناحیه عمرکوت (به انگلیسی: Umerkot District) یکی از ناحیه‌های پاکستان در پاکستان است که در ایالت سند واقع شده‌است. ناحیه عمرکوت ۱٬۰۷۳٬۱۴۶ نفر جمعیت دارد.